# اما پورتنر
اما پورتنر (زاده حدود ۱۹۹۴/۱۹۹۵) یک رقاص و طراح رقص حرفه‌ای کانادایی است.
پورتنر در اتاوا، انتاریو زاده شد و از سه سالگی رقص را آغاز کرد. او پیش از اینکه کار خود را در کانون باله ملی شروع کند، در یک استودیوی رقابتی در اتاوا شروع به رقصیدن کرد. او هنگامی که در اتاوا بود، در برنامه هنرهای ویژه دبیرستان کانتبری در رشته رقص شرکت کرد. وی در ۱۷ سالگی از اتاوا به نیویورک نقل مکان کرد تا در مدرسه آلوین آموزش ببیند.